# 塔尔加索讷
塔尔加索讷（法語：Targasonne，法語發音：[taʁɡasɔn] ⓘ；2022年之前拼作）是法国东比利牛斯省的一个市镇，属于普拉德区。

## 地理
塔尔加索讷（42°29'58"N, 1°59'50"E）面积7.8 平方千米，位于法国奧克西塔尼大區东比利牛斯省，该省份为法国大陆部分最南部的省份，涵盖了北加泰罗尼亚，北起奥德省，西接阿列日省和安道尔，南与西班牙接壤，东临地中海。
与塔尔加索讷接壤的市镇（或旧市镇、城区）包括：利维亚、昂古斯特里讷-埃斯卡尔德新城、丰罗默-奥代约-维亚、埃加特、埃斯塔瓦尔。
塔尔加索讷的时区为UTC+01:00、UTC+02:00（夏令时）。

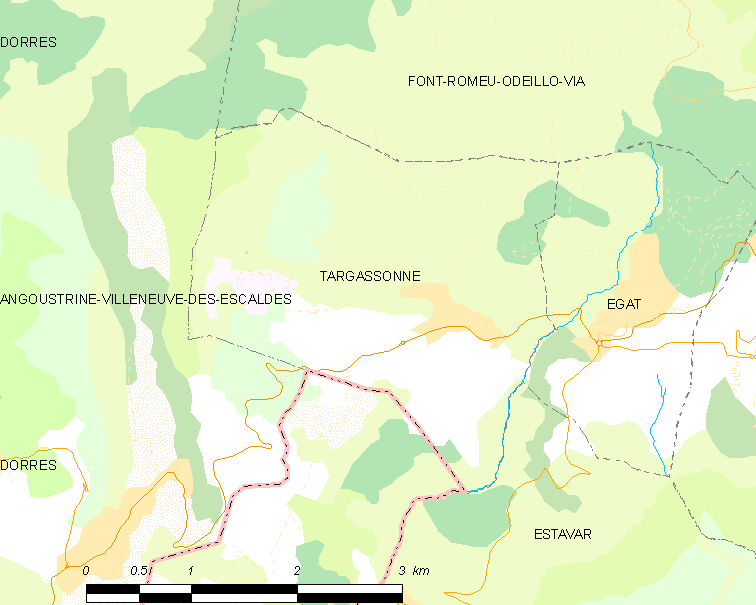
塔尔加索讷的OSM定位图

## 行政
塔尔加索讷的邮政编码为66120，INSEE市镇编码为66202。

## 政治
塔尔加索讷所属的省级选区为加泰罗尼亚比利牛斯县。

## 人口

1962-2008年间塔尔加索讷人口变化图示

塔尔加索讷于2022年1月1日时的人口数量为194人。